# Трин-Дюк, Франсуа
Франсуа Трин-Дюк (фр. François Trinh-Duc, род. 11 ноября 1986 года в Монпелье, Франция) — французский регбист вьетнамского происхождения, выступавший на позициях флай-хава (блуждающего полузащитника) и инсайд-центра (внутреннего центрового). В 2008—2018 годах выступал за сборную Франции, в составе которой — серебряный призёр чемпионата мира 2011 года, победитель европейского Кубка шести наций 2011 и обладатель Большого шлема-2011. Один из первых регбистов азиатского происхождения, попавший в сборную Франции.

## Биография

### Происхождение
Франсуа родился 11 ноября 1986 года в Монпелье. По происхождению он частично является вьетнамцем: его дедушка по отцовской линии Трин Дюк Нгуен иммигрировал в 1950-е годы из Французского Индокитая по причине разгоревшейся войны и осел в городе Ажен. Позднее он женился на итальянской женщине, и в браке у них родился Филипп Трин-Дюк, отец Франсуа.

### Ранние годы
Свои первые шаги в регби Франсуа начал делать в своём родном городе, обучаясь с 4 лет в школе Пик Сен-Луп и выступая преимущественно в центре поля. Он поступил в академию команды «Монпелье Эро», пройдя все категории, а позднее под руководством Жан-Пьера Рива проходил обучение в Национальном центре регби с такими звёздами, как Тьерри Брана, Гийом Жирадо, Максим Медар, Максим Мермо и Марк Жиро.

### Клубная карьера
Свой первый матч за «Монпелье» Франсуа сыграл 21 мая 2005 против команды «Биарриц Олимпик». С этого момента он является постоянным игроком основы клуба. Со своими одноклубниками, Луи Пикамолем и Жюльеном Тома, он составляет своеобразный кулак в центре поля и представляет поколение местных воспитанников. В основном благодаря им «Монпелье» добился высоких успехов, оставив далеко позади земляков из «Безье Эро». В 2011 году его клуб вышел в финал Топ-14, но уступил «Тулузе»; тем не менее, Франсуа стал лучшим игроком сезона 2010/2011.
Из-за травмы в 2016 году он вернулся на поле только 7 мая в игре против «Ла Рошель». Финал Европейского кубка вызова 2015/2016 он пропустил по решению тренера «Монпелье» Джейка Уайта — французы победили 26:19 английский клуб «Харлекуинс» и выиграли Кубок, который стал и первым трофеем Трин-Дюка. В связи с тем, что Трин-Дюка не взяли и на последний домашний матч, капитан команды Фульжанс Удраого заявил, что этот матч вне зависимости от счёта станет историческим поражением для клуба. По окончании сезона Трин-Дюк перешёл в «Тулон», где отыграл три года. С 2019 года играет в составе «Расинга 92», куда пришёл, по собственным словам, за новыми целями и горизонтами.
В марта 2021 года стало известно что с сезона 2021/22 Трин-Дюк будет выступать за «Бордо-Бегль».

### Карьера в сборной

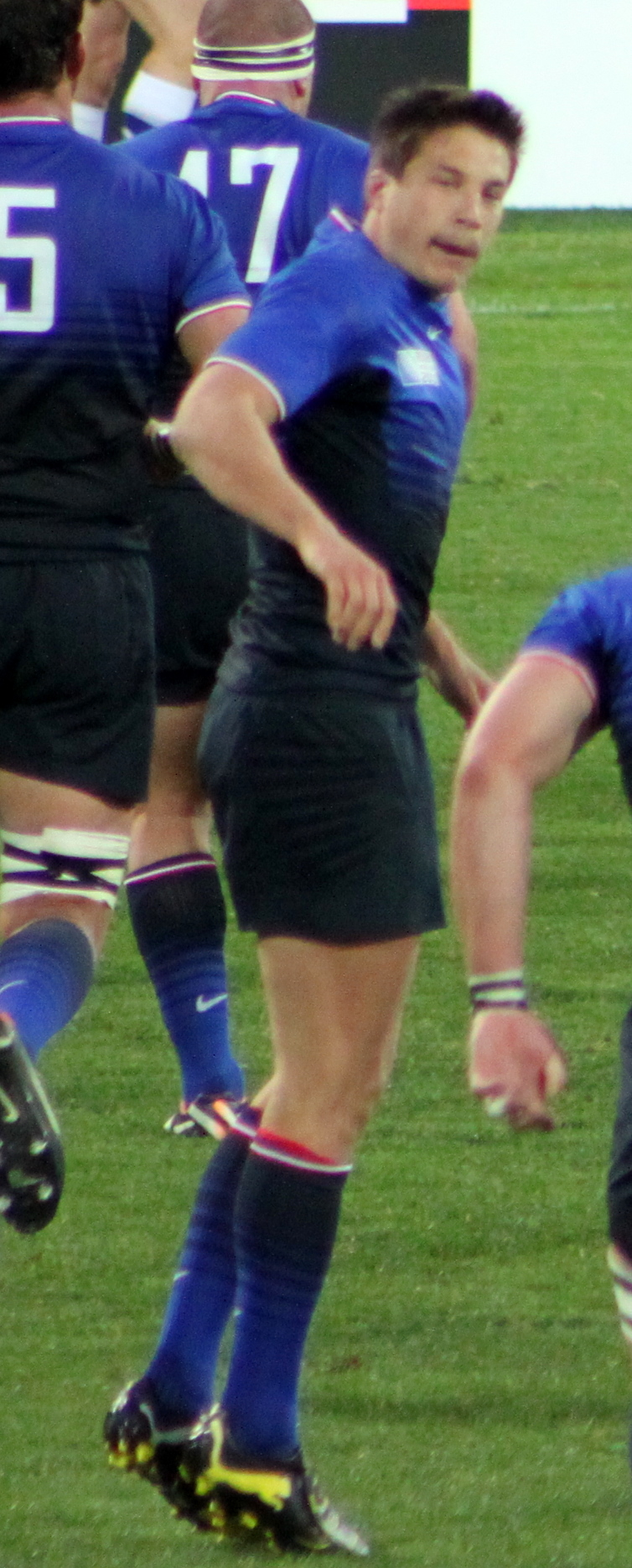
Франсуа Трин-Дюк во время подготовки к чемпионату мира 2011 в Новой Зеландии

В 2005 году на чемпионате мира среди игроков не старше 19 лет Франсуа сыграл три матча, в 2006 году провёл поединок против Шотландии в составе той же сборной. В сборной до 21 года он в 2006 году сыграл с командой Уэльса. В основной сборной он дебютировал 3 февраля 2008 в матче против Шотландии в рамках Кубка шести наций: его туда вызвал Марк Льевремон вместо травмированного Флориана Фрица.
14 января 2010 Франсуа Трин-Дюк впервые завоевал трофей «Золотой талант» благодаря своему выступлению в матче 21 ноября 2009 против Самоа на Стад де Франс. Активно играя в течение всего матча, Франсуа отдал великолепный пас на Янника Жозьёна, который тут же занёс в свой актив попытку, а также оформил свой первый дубль в сборной. В 2010 году Франсуа принял участие в Кубке шести наций: 26 февраля 2010 в поединке против Уэльса он занёс вторую попытку сборной после успешной попытки от Алексиса Палиссона. В марте 2010 года он сыграл на Стад де Франс против сборной Англии, и в том матче Франция победила 12:10 и выиграла как главный приз турнира, так и Большой шлем — трофей за пять побед из пяти возможных. За игру против Ирландии он снова выиграл приз «Золотой талант», а тренер сборной Франции Марк Льевремон сравнил его с грузовиком и «большим боссом». В 2010 году он даже завоевал «Оскар» от журнала Midi Olympique и принял участие в церемонии награждения «Олимпийскими Оскарами» на стадионе Ив-де-Мануар в Монпелье 8 апреля 2010.
В 2011 году Марк Льевремон включил Франсуа в заявку на чемпионат мира в Новой Зеландии. Преимущественно Трен-Дюк находился на скамейке запасных, поскольку его место на поле занимал Морган Парра. На турнире первый свой матч он сыграл против Канады. В четвертьфинальном поединке против Англии Франсуа забил дроп-гол, что принесло французам победу 19:12. В финале против Новой Зеландии он принял участие в комбинации, после которой капитан сборной Тьерри Дюсатуа занёс попытку и сделал счёт 8:7. Франция получила право пробить штрафной, сам Франсуа вышел к точке удара, однако с 48 метров промахнулся и не попал по воротам. В итоге Новая Зеландия выиграла матч, а Франсуа набрал всего 18 очков на турнире.
В 2012 году Франсуа снова играет на Кубке шести наций, начиная в основном составе и в итоге заканчивая тем, что уступает место Лионелю Бёссису. Впрочем, тот не едет на летнее турне в Аргентину, а Трен-Дюк занимает его место. В первом тест-матче французы проиграли, и в итоге Трен-Дюка убрали из основного состава, а его место занял Фредерик Михалак, который принёс победу 49:10. В ноябре 2012 года Франсуа вызывается на тест-матчи. 6 января 2014 в преддверии Кубка шести наций Франсуа не попал в список из 30 игроков, уступив свои позиции Реми Талю и Жюлю Плиссону, однако из-за болей в руке Таль отказывается от участия в турнире, и Франсуа был срочно вызван в сборную. Также Франсуа фигурировал в предварительном списке из 36 игроков-кандидатов на поездку на чемпионат мира 2015 года, но в окончательный состав не был включён.
На Кубке шести наций 2016 года Трин-Дюк числился в заявке команды, управляемой Ги Нове. На матчи с Италией и Ирландией, однако, вместо него был вызван Жан-Марк Дюссен, а сам Трин-Дюк сыграл первый матч на турнире против Уэльса, выйдя на 63-й минуте и реализовав попытку капитана сборной Франции Гилема Гирадо. Три недели спустя он получил травму в игре против Англии. После перерыва, вызванного травмой и невызовами в клуб, Трин-Дюк отправился в турне по Аргентине в составе сборной. Из-за травмы, полученной в матче против Самоа, он не играл за сборную до марта 2017 года, пока его не вызвал Ги Нове снова на последний матч Кубка шести наций против Италии, а летом того же года участвовал в турне по ЮАР в отсутствии Камиля Лопеса. В ноябре вместо Антони Беллё был вызван в сборную, участвуя в матчах против Новой Зеландии, ЮАР и Японии. В 2018 году снова участвовал в Кубке шести наций, куда был вызван Жаком Брунелем в связи с проблемами у Камиля Лопеса, Матьё Жалибера и Антони Беллё на матч с Италией.

## Стиль игры
Единогласно Трен-Дюк называется очень талантливым игроком, способный феноменально выступать и обладающий прекрасной техникой. Отлично видит игру и может сильно влиять на ход игры: готов атаковать в линии, может обыграть один-в-один своего противника и является сам по себе фактурным игроком, что позволяет ему защищаться. Несмотря на свой талант, он не всегда попадает в сборную Франции (так, он пропустил все тест-матчи в 2013 году), поскольку не может играть на пределе своих возможностей в сборной и прилагать достаточно усилий. Филипп Сент-Андре считает, что Франсуа слишком мягко играет ногами, для него характерны спады в игре, да и сам Трин-Дюк не может быть лидером команды.

## Личная жизнь

### Образование
Получил степень бакалавра в Университете Монпелье по специальности «спортивный менеджер».

### Благотворительность
В 2010 году Франсуа совершил турне по Азии (Камбоджа, Лаос и Гонконг) как посол благотворительной ассоциации «Pour un sourire d'enfant» с целью помощи детям и развития регби в Азии.

### Семья
Женат (супругу зовут Виолен). 23 августа 2011 родился сын Тео, 4 июня 2013 родился второй сын Рафаэль.